# Сладковська Тетяна Анатоліївна
Тетяна Анатоліївна Сладковська (літературний псевдонім Тата Рівна, народилася 1982 року в Києві) — українська письменниця, член НСПУ.

## Життєпис
Закінчила історичний факультет Київського національного університету імені Тараса Шевченка, за фахом — історик-правознавець, кандидат історичних наук.
Продовжила навчання у Європейській академії доброго урядування у м. Берлін (Німеччина) та в магістратурі Львівського регіонального інституту державного управління Національної академії державного управління при Президентові України, за спеціальністю «Державне управління».
Нині живе в Рівному.

## Творчість
Авторка книг поезій «Світ покотився» (Костопіль: РОСА, 2008), «Каламут» (Рівне: Письменницька робітня «Оповідач», 2016), «СоціоParty» (Рівне: Письменницька робітня «Оповідач», 2018) .
Друкується із 1999 року у численних періодичних виданнях, українських та міжнародних літературних журналах.
Зокрема, друкувалась у альманахах «Наше коло», колективних збірках: «Суверенітет» (Рівне, 2002), «Котигорошко» (Київ, 2010), «Зачаруй мене тремом кохання» (Київ, 2010), «Яблуко спокуси» (Київ, 2011), «Сто на Сто» (100 найкращих віршів журналу «Склянка часу», Канів, 2011), літературній газеті «Ярь» (Рівне, 2000—2003), у «Антології авангарду, психоаналізу, психотерапії та психології» (Сімферополь, 2007), в «Антології сучасної новелістики та лірики України» (Канів, 2007), збірнику «Нова Проза» (Луцьк, 2011), міжнародному журналі «Склянка часу» (Канів, 2007—2015 рр.), журналі «Дніпро» (Київ, 2014), поетичній антології «Викрадення Європи» (Київ, Електрокнига: 2014), колективній збірці «Денники поліських Бурштинокопачів» (Рівне, Оповідач: 2016), міжнародному українсько-канадському альманаху «Крила» (2017), Антології українського верлібру «Ломикамінь» (Львів: Піраміда, 2018) тощо.
Учасник низки літературних заходів, читань, перфоменсів на майданчиках фестивалів (2007—2017 рр.): «Країна Мрій», «Рутенія», «Підкамінь», «Трипілля», «Гогольфест», «Бандерштадт», «Севама» «Пікнік на узбіччі Гостинного Двору», «Читання на кохання у Маріїнському парку», «Відкриті небеса», «Революційний Літмарафон у КМДА», акції «Письменники за Мир» тощо.
Поезія перекладена російською, польською, азербайджанською, англійською, німецькою мовами.

## Громадська діяльність
Ініціатор створення та одна із керівників молодіжного літературного об'єднання «Ртуть» (2000—2002), яке діяло при Рівненській обласній організації Національної спілки письменників України. У різних роках — член літоб'єднання «Наше коло» при Рівненській організації НСПУ та незалежного літературного клубу «Баюн».
Учасник нарад творчої молоді у м Коктебель (2000) та у Тернополі (2016).
Співорганізатор, учасник ряду фестивалів та перформенсів.
З липня 2016 року по 2019 рік — керівник Молодіжної літературної платформи Рівненської організації Національної спілки письменників України.
Член Національної спілки письменників України.

## Родина
Одружена, мама двох діток.

## Відзнаки
Лауреат літературної премії імені Михайла Дубова (2016).
Лауреат літературної премії імені Валер'яна Поліщука (2018).